# Джонсон, Люк (теннисист)
Люк Джонсон (англ. Luke Johnson; род. 18 марта 1994, Лидс, Великобритания) — британский теннисист. Победитель трёх турниров ATP в парном разряде.

## Биография
Родился 18 марта 1994 года в Лидсе (Великобритания).

## Спортивная карьера
В 2017—2024 годах стал победителем 12 турниров серии «челленджер» и 21 турнира серии «фьючерс» в парном разряде.

### 2024—2025
В ноябре 2024 года в паре с британцем Сандером Арендсом стал победителем турнира ATP 250 в Меце (Франция), где они в финале победили французскую пару Альбано Оливетти и Пьер-Юг Эрбер со счётом 6-4, 3-6, [10-3].
В январе 2025 года Арендс и Джонсон выиграли ещё один совместный парный титул на турнире в Гонконге, победив в финале российскую пару Андрей Рублёв и Карен Хачанов со счётом 7-5, 4-6, [10-7]. На Открытом чемпионате Австралии они во втором круге проиграли французской паре Садио Думбия и Фабьен Ребуль.

## Рейтинг на конец года
| Год  | Одиночный рейтинг | Парный рейтинг |
| 2024 |                   | 58             |
| 2023 | 1490              | 117            |
| 2022 | 1299              | 215            |
| 2021 | 617               | 375            |
| 2020 | 679               | 392            |
| 2019 | 767               | 339            |
| 2018 |                   | 549            |
| 2017 | 909               | 365            |
| 2016 | 1928              | 1553           |
| 2014 |                   | 1484           |
| 2013 | 1674              |                |

## Выступления на турнирах

### Финалы турнировATPв парном разряде (3)

#### Победы (3)
| Легенда                     |
| --------------------------- |
| Турниры Большого шлема (0)* |
| Итоговый турнир ATP (0)     |
| Мастерс (0)                 |
| АТР 500 (0+1)               |
| АТР 250 (0+2)               |

| Титулы по покрытиям | Титулы по месту проведения матчей турнира |
| ------------------- | ----------------------------------------- |
| Хард (0+2)*         | Зал (0+1)                                 |
| Грунт (0+1)         | Зал (0+1)                                 |
| Трава (0)           | Открытый воздух (0+2)                     |
| Ковёр (0)           | Открытый воздух (0+2)                     |

* количество побед в одиночном разряде + количество побед в парном разряде.
| №  | Дата           | Турнир             | Покрытие   | Партнёр       | Соперники в финале             | Счёт              |
| 1. | 9 ноября 2024  | Мец, Франция       | Хард (зал) | Сандер Арендс | Альбано Оливетти Пьер-Юг Эрбер | 6-4 3-6 [10-3]    |
| 2. | 5 января 2025  | Гонконг            | Хард       | Сандер Арендс | Андрей Рублёв Карен Хачанов    | 7-5 4-6 [10-7]    |
| 3. | 20 апреля 2025 | Барселона, Испания | Грунт      | Сандер Арендс | Нил Скупски Джо Солсбери       | 6-3 6-7(1) [10-6] |